# Карпер, Томас
Томас Ричард «Том» Карпер (англ. Thomas Richard «Tom» Carper; род. 23 января 1947) — американский политик, сенатор США от штата Делавэр (2001—2025), член Демократической партии.

## Биография
Окончил Университет штата Огайо (1968). В 1968—1973 годах служил лётчиком в Военно-морских силах США во Вьетнаме. После участия в войне, получил степень Магистра делового администрирования в Делавэрском университете.
В 1977—1983 годах — казначей штата Делавэр. В 1983—1993 годах — член Палата представителей США. В 1993—1999 годах — губернатор штата Делавэр. В 2000 году был избран в Сенат США, в 2006 и 2012 годах переизбирался. C 2013 года — председатель сенатского комитета по национальной безопасности.